# In-Quest
In-Quest est un groupe belge de death metal progressif, originaire de Turnhout, en région flamande. 

## Histoire
Le groupe est formé en 1992 sous le nom de System Shit et trois démos suivent. En 1994, le groupe se rebaptise In-Quest et se compose du chanteur N.G., du guitariste Wim Roelants, du bassiste Manu Van Tichelen et du batteur Gert Monden. 
En 1997, le premier album Extrusion : Battlehymns sort. Deux ans plus tard, Jan Geenen rejoint le groupe en tant que deuxième guitariste et la sortie du deuxième album Operation : Citadel suit. Après cette sortie, le bassiste Van Tichelen quitte le groupe et est remplacé par Douglas Verhoeven. Le chanteur N.G. quitte également le groupe peu de temps après. Trois ans plus tard, l'EP Destination : Pyroclasm suit, avec Sven De Caluwé (Aborted) au chant. Un an plus tard, après la sortie de l'album Epileptic, De Caluwé quitte à nouveau le groupe. L'album contient une reprise de la chanson In for the Kill de Pro-Pain. Après l'arrivée du chanteur Mike Löfberg dans le groupe, une tournée européenne avec Fear Factory et Mnemic suit en décembre 2004. Le bassiste Manu Schluss quitte ensuite le groupe et est remplacé par Joel De Coster. L'album suivant, The Comatose Quandaries, est publié à la mi-juin 2005. En 2009, l'album suivant, Made Out of Negative Matter, est publié.
In-Quest a joué dans un certain nombre de festivals en Belgique et aux Pays-Bas, comme Frostrock, Euroblast, Xmass Festival, Flanders Fields of Death, Arnhem Metal Meeting, et (aux côtés de groupes comme Slipknot, Fear Factory, Nile, Motörhead, Saxon, et Ensiferum), Graspop Metal Meeting en 2005 (Metal Dome), 2006 (Marquee 1) et 2009 (au Mainstage). Toujours en 2006, In-Quest a ouvert pour Fear Factory, sur leur tournée Fifteen Years of Fear,.

## Style musical
Le groupe joue un death metal progressif qui combine de nombreuses influences. Les guitares rappellent notamment celles de Mastodon. La musique peut être comparée aux œuvres de Meshuggah et Textures.

## Discographie

### System Shit
- 1992 : Decapitated by... (démo)
- 1993 : Bultrot (démo)
- 1993 : Rising Nation / System Shit (split avec Rising Nation, Grinding Madness Records)
- 1994 : Windquest (démo)

### In-Quest
- 1995 : Xylad Valox  (démo)
- 1995 : In-Quest / Sarcastic Terror (split avec Sarcastic Teror, Dark Side Records)
- 1997 : Extrusion: Battlehymns (album, Teutonic Existence Records)
- 1999 : Operation: Citadel (album, Shiver Records)
- 2003 : Destination: Pyroclasm (EP, Soulreaper Records)
- 2004 : Epileptic (album, Soulreaper Records)
- 2005 : The Comatose Quandaries (album, Dockyard 1)
- 2009 : Made Out of Negative Matter (album)
- 2010 : The Liquidation Files (EP)